# バイサングル・ススルカエフ
バイサングル・ススルカエフ（Baisangur Susurukaev、2001年1月8日 - ）は、ロシアの男性総合格闘家。チェチェン共和国グロズヌイ出身。キルクリフFC所属。

## 来歴
幼少期をチェチェンで過ごし、格闘技はレスリングとパンクラシオンを中心に始めた。2019年にはロシア・ナショナルパンクラシオン選手権で王者となる。後に渡米し、家具運びや配達員の仕事をしながらMMAの道を志す。
アメリカではブラジリアン柔術にも取り組み、カリフォルニアのPan Ams USA大会で金メダルを獲得。Kill Cliff FCに所属し、UFCスター選手ハムザト・チマエフのトレーニングパートナーとしても知られる。
2025年、Dana White’s Contender Seriesでムルタザ・タルハをボディフロントキックによるTKOで下し、UFCとの契約を勝ち取る。翌月には「UFC 319」で急遽デビューが決まり、注目を集めた。

## 人物
ススルカエフは「無敗のストライカー」として知られ、9戦全勝のうち8試合をKO/TKOで勝利している。スタンスはオーソドックスで、長身とリーチを活かした打撃が最大の武器。
家庭では既婚者であり、2人の子どもがいる。プライベートは比較的公にしていないが、SNSでは練習風景や家族との時間も時折公開している。
チェチェン出身という背景を持ち、イスラム教徒であるとされる。本人は謙虚かつストイックな性格で知られ、格闘技のキャリアを「家族のため」と公言している。

## 戦績

### プロ総合格闘技
| 総合格闘技 戦績 | 総合格闘技 戦績 | 総合格闘技 戦績 | 総合格闘技 戦績 | 総合格闘技 戦績 | 総合格闘技 戦績 | 総合格闘技 戦績 |
| --------------- | --------------- | --------------- | --------------- | --------------- | --------------- | --------------- |
| 9 試合          | (T)KO           | 一本            | 判定            | その他          | 引き分け        | 無効試合        |
| 9 勝            | 8               | 0               | 1               | 0               | 0               | 0               |
| 0 敗            | 0               | 0               | 0               | 0               | 0               | 0               |

| 勝敗 | 対戦相手                         | 試合結果                       | 大会名                                    | 開催年月日     |
| ○    | エリック・ノーラン               | 2R 2:01 リアネイキドチョーク   | UFC 319: Du Plessis vs. Chimaev           | 2025年8月16日  |
| ○    | ムルタザ・タルハ・アリ           | 1R 3:04 KO（ボディへの前蹴り） | Dana White's Contender Series 2025 Week 1 | 2025年8月12日  |
| ○    | イラクリ・クチュヒゼ             | 2R 2:12 TKO（パンチ）          | Fury FC 102                               | 2025年2月21日  |
| ○    | シェーン・ソブノスキー           | 5分3R終了 判定3-0              | Borroka Promotions: Where Legends Rise    | 2024年11月22日 |
| ○    | アルテム・クズミン               | 1R 1:22 TKO（ギブアップ）      | ACA YE 26                                 | 2022年3月31日  |
| ○    | ベクルズ・クルボノフ             | 1R 0:40 KO（膝蹴り）           | ACA YE 23: Grand Plix Finals              | 2021年12月25日 |
| ○    | イスロム・シャロポフ             | 1R 0:59 KO（膝蹴り）           | ACA YE 20                                 | 2021年8月16日  |
| ○    | アクマトベク・パイジラベク・ウル | 1R 0:59 KO（膝蹴り→パウンド）  | ACA YE 16: Flyweight Grand Prix 2021      | 2021年1月30日  |
| ○    | ゲンナディ・ハムジン             | 1R 0:47 TKO                    | Closseum MMA: Battle of Champions 17      | 2020年12月19日 |
| ○    | バクベルゲン・アンヴァロフ       | 1R 0:36 TKO（パンチ）          | AFC: Akhmat Moscow Championship 2019      | 2019年12月22日 |